# Gainesville (Georgie)
Gainesville je město v okresu Hall County ve státě Georgie ve Spojených státech amerických. Na východě sousedí s městem Oakwood. Leží asi 87 kilometrů severně od Atlanty a 37 kilometrů od měst Baldwin a Cornelia. Leží nedaleko pohoří Blue Ridge Mountains. 
K roku 2020 zde žilo 42 296 obyvatel. S celkovou rozlohou 92 km² byla hustota zalidnění 489 obyvatel na km². Nachází se v oblasti s vlhkým subtropickým podnebím. 